# یوشیکاوا تاکئو
یوشیکاوا تاکئو (به ژاپنی: 吉川 猛夫, Yoshikawa Takeo); ۷ مارس ۱۹۱۲ – ۲۰ فوریهٔ ۱۹۹۳) یک جاسوس امپراتوری ژاپن در قلمروی هاوایی قبل از حمله به پرل هاربر در ۷ دسامبر ۱۹۴۱ بود.